# Neusticomys monticolus
Neusticomys monticolus là một loài động vật có vú trong họ Cricetidae, bộ Gặm nhấm. Loài này được Anthony mô tả năm 1921.
Đây là một loài gặm nhấm sinh sống vừa dưới nước vừa trên cạn trong họ Cricetidae. Loài này sinh sống ở dãy núi Andes của Colombia và Ecuador.